# لو نوفيون-آن-تيراش
لو نوفيون-آن-تيراش (بالفرنسية: يُنطق بالفرنسية: [lə nuvjɔ̃ ɑ̃ tjeʁaʃ]، حرفياً لو نوفيون في تيراش) هي بلدية في إقليم آيزن، منطقة أوت دو فرانس (سابقاً بيكاردي)، شمال فرنسا.

## التاريخ

### الحرب العالمية الأولى
تم تدمير 210 منازل في لو نوفيون-آن-تيراش في 27 أغسطس 1914. استولى الألمان في 3 أكتوبر 1914 على السيارات والشاحنات وست دراجات هوائية وشموع وكيروسين. كل يوم، كان على المدينة تزويد الألمان بـ 100 كجم من اللحوم المتنوعة و85 كجم من الخبز و48 كجم من الشوفان و8 بالات من البرسيم؛ 8 بالات من القش، جزر، لفت، كرنب، و200 كجم من الفحم. قطع جزء كبير من غابة نوفيون-آن-تيراش لإنتاج الفحم ومقابض البنادق. حررت المدينة في 6 نوفمبر 1918.

## أعلام
- كاميني (مواليد 1979)، مغني راب وكوميدي وكاتب سيناريو.[11][12]
- إرنست لافيس (1842-1922)، مؤرخ.[13]
- أدريان فينسيلبر (1932-2023)، مهندس معماري مخطط حضري.[14]